# Mystery Girls
Pour l'album du chanteur Roy Orbison, voir Mystery Girl.
Mystery Girls est une série télévisée américaine en dix épisodes de 22 minutes créée par Shepard Boucher et Tori Spelling et diffusée entre le 25 juin 2014 et le 27 août 2014 sur ABC Family.
Cette série est inédite dans tous les pays francophones.

## Synopsis
Charlie et Holly sont les anciennes stars de la série policière américaine Mystery Girls. Maintenant, elles doivent faire face à la vraie réalité de la vie quotidienne à la découverte des secrets de la criminelle,.

## Distribution

### Acteurs principaux
- Tori Spelling : Holly Hamilton
- Jennie Garth : Charlie Contour
- Miguel Pinzon : Nick Diaz

### Acteurs récurrents
- Adam Mayfield (en) : Michael
- Ryan McPartlin : Détective Duane Freeman

### Invités
- Nancy O'Dell : elle-même (épisode 1)
- Richard Riehle : Walt (épisode 3)
- Joe E. Tata : Principal Frost (épisode 6)
- Larry Miller : Arthur J. Stanwyck (épisode 7)
- RuPaul : Emilio San Juan (épisode 9)

## Épisodes
1. titre français inconnu (Death Becomes Her)
2. titre français inconnu (Partners in Crime)
3. titre français inconnu (Haunted House Party)
4. titre français inconnu (Pilot)
5. titre français inconnu (Sister Issues)
6. titre français inconnu (High School Mystery)
7. titre français inconnu (Passing the Torch)
8. titre français inconnu (Death Rose)
9. titre français inconnu (Bag Ladies)
10. titre français inconnu (The Killer Returns)

## Commentaire
L'audience moyenne pour les dix épisodes est de 491 000 téléspectateurs. Le 8 septembre 2014, la série est annulée.